# Fontaine-la-Soret

Fontaine-la-Soret este o comună în departamentul Eure, Franța. În 1 ianuarie 2018 avea o populație de 388 de locuitori.